# (4120) Denoyelle
Pour les articles homonymes, voir Denoyelle.
(4120) Denoyelle est un astéroïde de la ceinture principale.

## Description
(4120) Denoyelle est un astéroïde de la ceinture principale. Il fut découvert le 14 septembre 1985 à La Silla par Henri Debehogne. Il présente une orbite caractérisée par un demi-grand axe de 3,16 UA, une excentricité de 0,09 et une inclinaison de 6,7° par rapport à l'écliptique.

## Compléments